# یواس‌اس فیسنت (ای‌ام-۶۱)
یواس‌اس فیسنت (ای‌ام-۶۱) (به انگلیسی: USS Pheasant (AM-61)) یک کشتی بود که طول آن ۲۲۱ فوت ۳ اینچ (۶۷٫۴۴ متر) بود. این کشتی در سال ۱۹۴۲ ساخته شد.